# Robin Lord Taylor
Robin Lord Taylor (Shueyville, Iowa; 4 de junio de 1978) es un actor y director estadounidense, conocido por sus papeles en Accepted (2006), Another Earth (2011), Would You Rather (2012) y You (2018).Taylor es principalmente conocido por su papel de Oswald Cobblepot en la serie televisiva Gotham.

## Primeros años
Taylor nació en Shueyville, en el estado de Iowa, hijo de Robert Harmon Taylor (fallecido el 13 de enero de 2016)y Mary Susan Stamy. 
Tiene cuatro hermanas y asistió al Solon Instituto y Northwestern University, donde obtuvo su licenciatura de grado de ciencia en teatro. 
Es de ascendencia inglesa, escocesa y alemana.

## Carrera
Taylor ha aparecido en varias series televisivas de éxito, como The Walking Dead, Law & Order, Law & Order: Special Victims Unit, The Good Wife y Person of Interest.. Interpretó a Abernathy Darwin Dunlap en Accepted. Ha aparecido en películas independientes como Would You Rather, Cold Comes the Night, y Another Earth, con la última de las cuales ganó el Premio Alfred P. Sloan en 2011 en el Festival de cine de Sundance.

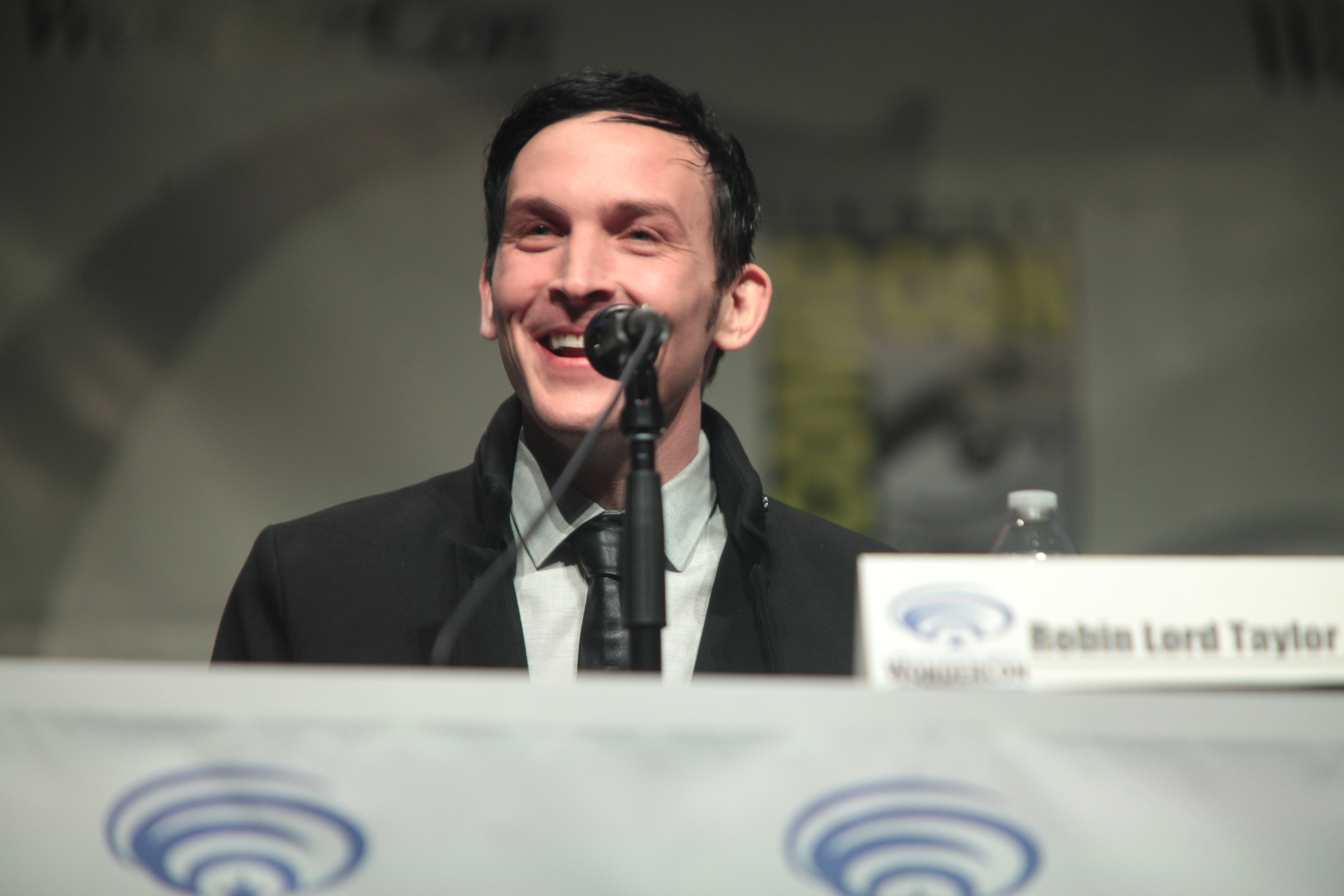
Robin Taylor en la convención Wondercon de 2015.

Taylor apareció en el segmento de Spike Lee "Jesus Children of America" de la película de antología de 2005, All the Invisible Children (Festival de cine de Venecia), The House is Burning (producido por Wim Wenders) ( Festival de cine de Cannes), Pitch (Festival de cine de Cannes), en la película de Kevin Connolly El Jardinero de Eden (Festival de cine de Tribeca) y Asesinato en la Escuela Secundaria (Festival de cine de Sundance).

### Gotham
Taylor fue elegido para interpretar a Oswald Cobblepot en la serie televisiva Gotham en febrero de 2014. Su actuación como Cobblepot ha sido descrita por la revista Esquire como "destacado desempeño en el primer episodio [...]," "Encantador y multifacetico", por The Wall Street Journal como "una actuación apasionante ... [Que] " se roba el show," y tan "espectacularmente elegido como el Pingüino".

## Vida personal
Taylor se educó como Presbiteriano. Desde 2000,  ha vivido en Nueva York, donde se filma Gotham. En una entrevista de noviembre de 2014 con la revista Glamour, le preguntaron a Taylor si estaba casado: "Me doy cuenta de que lleva un anillo de boda en el dedo. ¿Está usted casado?" A lo cual él respondió: "¡Estoy casado! Me gusta mantenerlo en privado, pero llevo casado más de tres años y hemos estado juntos durante diez y medio. Sin hijos. ¡Sin hijos todavía!" En marzo de 2015, Slate señaló a Taylor como "abiertamente gay" en un artículo que habla del encasillamiento de los actores gay. Él mismo ha añadido: "Siento que el panorama ha cambiado por completo a pesar de la inclinación sexual, a más de un actor de reparto.. Cuanto menos revele sobre mí mismo, mejor... mis actores favoritos son los que conozco menos..."

## Filmografía

### Cine
| Año  | Título                                   | Rol                     | Notas                        |
| ---- | ---------------------------------------- | ----------------------- | ---------------------------- |
| 2005 | Jesus Children of America                | Mike                    |                              |
| 2006 | Pitch                                    | Pete                    |                              |
| 2006 | The House is Burning                     | Phil                    | acreditado como Robin Taylor |
| 2006 | Accepted                                 | Abernathy Darwin Dunlap |                              |
| 2008 | Assassination of a High School President | Alex Schneider          | acreditado como Robin Taylor |
| 2008 | August                                   | Guy Employee            |                              |
| 2009 | Last Day of Summer                       | Jason                   | acreditado como Robin Taylor |
| 2010 | Step Up 3D                               | Punk Kid                |                              |
| 2011 | Return                                   | Vonnie                  | acreditado como Robin Taylor |
| 2011 | Another Earth                            | Jeff Williams           |                              |
| 2011 | The Melancholy Fantastic                 | Dukken                  | acreditado como Robin Taylor |
| 2012 | Would You Rather                         | Julian                  |                              |
| 2013 | Cold Comes the Night                     | Quincy                  |                              |
| 2017 | The Long Home                            |                         | En filmación                 |
| 2019 | John Wick 3                              | The Administrator       |                              |

### Televisión
| Año       | Título                            | Rol              | Notas                                                             |
| --------- | --------------------------------- | ---------------- | ----------------------------------------------------------------- |
| 2005      | Law & Order                       | Jared Weston     |                                                                   |
| 2008      | Life on Mars                      | Jimmy            | Episodio: "My Maharishi Is Bigger Than Your Maharishi" (S 1:Ep 8) |
| 2008      | Law & Order                       | Dale             |                                                                   |
| 2010      | Law & Order                       | Cedric Stuber    | Episodio: "Innocence" (S 20:Ep 16)                                |
| 2012      | Person of Interest                | Ajax             | Episodio: "Blue Code" (S 1:Ep 15)                                 |
| 2012      | The Good Wife                     | Brock Dalyndro   | Episodio: "Battle of the Proxies" (S 4:Ep 10)                     |
| 2013      | Law & Order: Special Victims Unit | Dylan Fuller     | Episodio: "Traumatic Wound" (S 14:Ep 21)                          |
| 2013      | The Walking Dead                  | Sam              | Episodio: "Indifference" (S 4:Ep 4)                               |
| 2014      | The Walking Dead                  | Sam              | Episodio: "No Sanctuary" (S 5:Ep 1)                               |
| 2014      | Taxi Brooklyn                     | Sami             | Episodio: "Precious Cargo" (S 1:Ep4)                              |
| 2014–2019 | Gotham                            | Oswald Cobblepot | Elenco principal, serie de TV FOX                                 |
| 2019      | You                               | Will             | Personaje Recurrente (temporada 2), serie de TV Netflix           |
| 2021      | Kevin Can F**k Himself            | Nick             | Personaje recurrente                                              |

### Videojuegos
| Year | Title                             | Role         | Notes                |
| ---- | --------------------------------- | ------------ | -------------------- |
| 2016 | Dishonored 2                      | The Outsider | Replacing Billy Lush |
| 2017 | Dishonored: Death of the Outsider | The Outsider |                      |